# Istanbul Challenger Ted Open 2020
L'Istanbul Challenger Ted Open 2020 è stato un torneo maschile di tennis giocato sul cemento. È stata la 33ª edizione del torneo, facente parte della categoria Challenger nell'ambito dell'ATP Challenger Tour 2020. Si è giocato a Istanbul, in Turchia, dal 19 al 25 ottobre 2020.

## Partecipanti

### Teste di serie
| Nazionalità   | Giocatore        | Ranking* | Testa di serie |
| ------------- | ---------------- | -------- | -------------- |
| Spagna        | Pedro Martínez   | 97       | 1              |
| Spagna        | Jaume Munar      | 112      | 2              |
| Giappone      | Tarō Daniel      | 120      | 3              |
| Russia        | Evgenij Donskoj  | 121      | 4              |
| Taipei cinese | Jason Jung       | 127      | 5              |
| Italia        | Lorenzo Giustino | 140      | 6              |
| Bielorussia   | Il'ja Ivaška     | 141      | 7              |
| Egitto        | Mohamed Safwat   | 146      | 8              |

* Ranking al 12 ottobre 2020.

### Altri partecipanti
I seguenti giocatori hanno ricevuto una wild card per il tabellone principale:
- Altuğ Çelikbilek
- Marsel İlhan
- Ergi Kırkın

I seguenti giocatori sono passati dalle qualificazioni:
- Borna Gojo
- Tristan Lamasine
- Mackenzie McDonald
- Nino Serdarušić

I seguenti giocatori sono entrati in tabellone come lucky loser:
- Tejmuraz Gabašvili
- Aleksej Vatutin

## Punti e montepremi
| Torneo    | Torneo              | V      | F     | SF    | QF    | 2T    | 1T    | Q | Q2  | Q1  |
| Singolare | Punti               | 100    | 60    | 35    | 18    | 8     | 0     | 5 | 1   | 0   |
| Singolare | Premi in denaro ($) | 14 400 | 8 480 | 5 020 | 2 920 | 1 720 | 1 040 | – | 520 | 260 |
| Doppio    | Punti               | 100    | 60    | 35    | 18    | –     | 0     | – | –   | –   |
| Doppio    | Premi in denaro ($) | 6 200  | 3 600 | 2 160 | 1 280 | –     | 720   | – | –   | –   |

## Campioni

### Singolare
Il'ja Ivaška ha sconfitto in finale  Martin Kližan con il punteggio di 6–1, 6–4.

### Doppio
Ariel Behar /  Gonzalo Escobar hanno sconfitto in finale  Robert Galloway /  Nathaniel Lammons con il punteggio di 4–6, 6–3, [10–7]